# Burmesescorpiops groehni
Espèce
Burmesescorpiops groehni est une espèce fossile de scorpions de la famille des Palaeoeuscorpiidae.

## Distribution
Cette espèce a été découverte dans de l'ambre de Birmanie. Elle date du Crétacé.

## Description
L'holotype mesure 10,62 mm.

## Systématique et taxinomie
Cette espèce a été décrite par Lourenço en 2016.

## Étymologie
Cette espèce est nommée en l'honneur de Carsten Gröhn.

## Publication originale
- Lourenço, 2016 : « A new genus and three new species of scorpions from Cretaceous Burmese amber (Scorpiones: Chaerilobuthidae: Palaeoeuscorpiidae). » Arthropoda Selecta, vol. 25, no , p. 67–74 (texte intégral).